# Ginèvre
Ginèvre est un roman d'Yves Gandon publié en 1948 aux éditions Henri Lefebvre et ayant reçu le Grand prix du roman de l'Académie française la même année.

## Éditions
- Ginèvre, éditions Henri Lefebvre, 1948.